# Catedral de Nuestra Señora Aparecida (Montes Claros)
La Catedral de Nuestra Señora Aparecida (en portugués: Catedral Nossa Senhora Aparecida ) Es una iglesia católica ubicada en el municipio de Montes Claros, en el norte de Minas Gerais, Brasil. Es la catedral de la arquidiócesis de Montes Claros.
Situada en la Plaza Pío XII, en el centro de la ciudad, fue construida entre 1926 y 1950. El proyecto de la catedral, de origen belga, llegó a la ciudad entre los años 1900 y 1905 y es un raro ejemplo de la gran unión de dos estilos: el románico y el gótico .
La parroquia de Nuestra Señora de Aparecida fue creado el 29 de enero de 1950, el mismo año de finalización de la catedral, que aparece en los patrimonios de la Municipalidad desde el 28 de septiembre de 1999. Tiene tres torres, con la más alta que impresiona por la altura de 65.08 metros, el equivalente a un edificio de 20 pisos, una de los más grandes de Minas Gerais, con una nave central capaz de albergar hasta 3.000 personas. En la actualidad se le considera una de las más bellas postales de la ciudad.